# 泰扎克
泰扎克（法語：Thézac，法語發音：[tezak]）是法国滨海夏朗德省的一个市镇，位于该省中部，属于桑特区。

## 地理
泰扎克（45°40'19"N, 0°47'25"W）面积12.42 平方千米，位于法国新阿基坦大区滨海夏朗德省，该省份为法国西部滨海省份，北起旺代省，西临大西洋，南至吉倫特省，东南接多爾多涅省，东北接德塞夫勒省接壤，东临夏朗德省。
与泰扎克接壤的市镇（或旧市镇、城区）包括：默尔萨克、皮萨尼、雷托、圣罗曼德伯内、瓦尔宰。

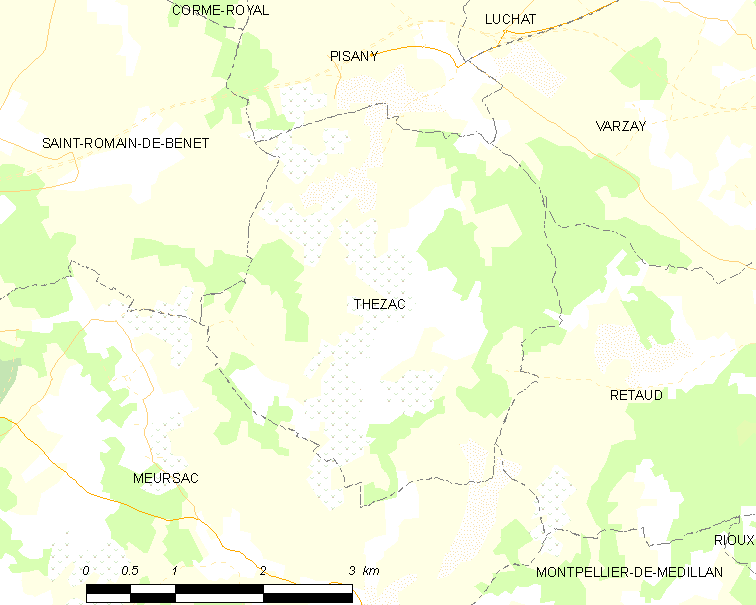
泰扎克的OSM定位图

泰扎克的时区为UTC+01:00、UTC+02:00（夏令时）。

## 行政
泰扎克的邮政编码为17600，INSEE市镇编码为17445。

## 政治
泰扎克所属的省级选区为泰纳克县。

## 人口

1962-2008年间泰扎克人口变化图示

泰扎克于2022年1月1日时的人口数量为332人。